# Tanacetum albipannosum
Tanacetum albipannosum — вид рослин з родини айстрових (Asteraceae), поширений у північній Туреччині.

## Опис
Це багаторічна трава. Стебла ± прямостійні, облиствені 20–40 см заввишки, гіллясті зверху, рідко прості, сірувато-запушені. Прикореневі листки 2–3-перисті, 7–15 см, зворотно-ланцетні в контурі, сірувато- чи біло-запушені; первинні сегменти до 12–16 парних, 0.5–2 см; вторинні сегменти лінійно-довгасті, 8–10 парних, 1–4 мм, прості або знову перисто розділені. Серединне листя подібне. Верхні листки перисторозсічені, 1–2 см. Квіткові голови поодинокі на кінцях гілок. Приквітки сірувато-запушені. Язичкові квітки білі або дуже блідо-жовті. Сім'янки веретеноподібні, 10-ребристі, 2–2.5 мм. Період цвітіння: червень — липень.

## Середовище проживання
Поширений у північній Туреччині. Населяє скельні щілини та скелясті схили, на висотах 1550–1700 м.